# Erycia angulata
Erycia angulata là một loài ruồi trong họ Tachinidae.